# Rotherfield Peppard
Rotherfield Peppard is een civil parish in het bestuurlijke gebied South Oxfordshire, in het Engelse graafschap Oxfordshire met 1649 inwoners.